# Dorsey Wright
Dorsey Wright, född 8 januari 1957 i Bronx i New York, är en amerikansk skådespelare, som bland annat har spelat Cleon i The Warriors från 1979. Han medverkade även i filmen Hair (1979).